# Leo Fall
Leo Fall (ur. 2 lutego 1873 w Ołomuńcu, zm. 16 września 1925 w Wiedniu) – kompozytor operetek, jeden z twórców postklasycznego okresu operetki wiedeńskiej.
Utwory Falla cechuje prostota (choć nie trywialność), poczucie humoru, efektowna instrumentacja, rzadziej też wpadające w ucho i przebojowe melodie.

## Życiorys

### Wczesne lata
Leo Fall urodził się w Ołomuńcu, gdzie stacjonował 9 c. k. pułk piechoty, w którym kapelmistrzem był jego ojciec. Do szkoły powszechnej chodził w Ołomuńcu, do gimnazjum we Lwowie. Ukończył następnie Konserwatorium Wiedeńskie mieszkając w domu Edmunda Eyslera, z którym się zaprzyjaźnił. Teorii muzyki uczył się u Roberta Fuchsa. Po ukończeniu studiów w 1889 roku, przez krótki okres grał na skrzypcach w pułkowej orkiestrze Lehára-ojca wraz z Lehárem-synem. Pracował potem jako kapelmistrz operetkowy w Hamburgu i Kolonii. Kiedy ojciec zrzucił mundur i założył w Berlinie niewielką orkiestrę, Fall porzucił pracę kapelmistrza, by wraz z braćmi, Siegfriedem i Richardem pomóc ojcu. Z orkiestry ojca przeszedł najpierw do pracy w Zentalltheater a potem w Metropolu. Zaczął też odnosić pierwsze sukcesy kompozytorskie piosenkami granymi w kabarecie "Böse Buben": I Meyer patrzy na mnie mile, Zbiór guzików w Luwrze, Elżunia i czterej.
Oprócz piosenek kabaretowych napisał w tym czasie dwie opery. Pierwszą, Frau Denise, wystawiono w 1902 roku w Hamburgu. Najpoważniejszą konsekwencją tego faktu w życiu kompozytora było nawiązanie kontaktów z wydawnictwem muzycznym "Harmonie" i ślub z siostrą wydawcy Bertą Jadassohn. Druga z oper Irrlicht została wystawiona w 1904 roku w Mannheimie budząc szerokie zainteresowanie młodym kompozytorem. Skłoniło to Rudolfa Bernauera współdyrektora teatrzyku "Böse Buben" do poszukania dla Falla libretta operetkowego. Bernauer zaproponował Fallowi Buntownika Ernsta Welischa, tekst słaby z głupimi sytuacjami i niesmacznymi kalamburami. Fall napisał jednak na tyle dobrą muzykę, że doświadczony Wilhelm Karczag dyrektor Theater an der Wien przyjął sztukę bez zastrzeżeń wypłacając twórcom zaliczkę w wysokości 12 tysięcy guldenów. Podczas premiery 25 listopada 1905 roku wybuchła awantura. Publiczność syczała na widok odtwórców głównych ról Louisa Treumanna i Mizzi Günther. Do zdania publiczności przyłączyła się prasa i sztuka po pięciu przedstawieniach została zdjęta z afisza.

### Wesoły chłop
Młody kompozytor spodobał się jednak libreciście Victorowi Léonowi. Podczas ostatniego przedstawienia Buntownika biegał wśród rzędów parteru, łajał słuchaczy, że są głusi i wołał: Brawo Leo Fall!. Nazajutrz zaproponował Fallowi swoje libretto Die lieben Kinder. Utwór już pod tytułem Der fidele Bauer (Wesoły chłop) został przedstawiony dyrektorom wiedeńskich teatrów, którzy jednak odmówili jego wystawienia twierdząc, że po sukcesie rozgrywającej się na salonach Wesołej wdówki, ckliwa wiejska historia nie znajdzie powodzenia u publiczności. Léon nie dał jednak za wygraną. Zaryzykował część swoich tantiem z Wesołej wdówki wynajmując na letni sezon teatr w Mannheimie i zorganizował festiwal, którego główną atrakcją miała być prapremiera Wesołego chłopa. Główne role zagrali Treumann, Pallenberg i młody Marischka. Sukces opery był ogromny. Publiczność szalała oklaskując każdy numer. Krytycy chwalili nazajutrz zręczność, z jaką Fall rozmieścił akcenty pogody i sentymentu. Léon zaryzykował ponownie zmieniając repertuar swego festiwalu: przez resztę sezonu co wieczór wystawiał Wesołego chłopa. Przez 27 wieczorów widownia była pełna. Po sukcesie w Mannheimie Karczag zapewnił sobie prawo do wystawienia operetki w Theater an der Wien, a znana agencja berlińska wykupiła prawa wydawnicze na cały świat. Gdy wręczano Fallowi czek na 30 tysięcy marek miał powiedzieć: ależ tyle pieniędzy w ogóle nie istnieje. Pół roku po premierze Wesoły chłop wszedł do repertuaru wszystkich scen niemieckich, a Leo Fall stał się bogatym i sławnym kompozytorem. Wydaje mi się – pisał do ojca – że wpadłem do garnca ze złotem. Teraz muszę te parę moich groszy ściskać w garści i oszczędzać, aż uzbieram milion.

### Dalsze sukcesy
Trzy i pół miesiąca później Fall odniósł kolejny, tym razem już międzynarodowy sukces Księżniczką dolara, wariacjami na temat Poskromienia złośnicy, przeniesionymi w realia XX-wiecznej Ameryki. Bardzo dobre libretto A.M. Willnera i Fritza Grünbauma oraz znakomita muzyka Falla podbiły serca nie tylko wiedeńskiej publiczności. W 1908 roku Fall odniósł kolejny sukces Rozwódką, operetką do libretta Victora Léona, stanowiącego przeróbkę Divorçons Victoriena Sardou. Utwór opowiadał o kobiecie pragnącej rozwodu z powodu jakiegoś młokosa, uzdrowioną z tego szaleństwa przez mądrego małżonka. Muzyka napisana została w kameralnym, żartobliwym tonie, od czasu do czasu przerywanym brawurowymi marszami lub pełnymi temperamentu walcami.
Zupełnie inny charakter miała wystawiona w 1909 roku jednoaktówka Brüderlein fein. Wedle librecisty Juliusa Wilhelma Fall napisał muzykę w ciągu jednego wieczoru. Utwór pełen tkliwego czaru i filozoficznej zadumy nad przemijaniem opowiadał o kapelmistrzu katedralnym Drechslerze, obchodzącym wraz z małżonką 40-lecie ślubu. Wraz z odegraniem przez zegar kuranta w pokoju jubilatów pojawia się Młodość i przenosi oboje staruszków w ich noc poślubną. Tańczą oboje walca, a potem czar pryska i odprowadzani przez Młodość idą do kościoła. Utwór triumfalnie przeszedł przez sceny wiedeńskie kończąc w Operze Wiedeńskiej. W 1910 roku wystawił Pannę z lalką i Piękną Rizettę. W 1912 roku Fall powrócił jeszcze raz do Buntownika. Libretto opowiadające o miłości między piękną księżniczką i nauczycielem muzyki zostało gruntownie przerobione i operetka pod tytułem Kochany Augustynek została przychylnie przyjęta przez publiczność.

### Róża Stambułui rozstanie z operetką
Rok 1916 przyniósł jeden z największych sukcesów w karierze Falla Różę Stambułu. Utwór utrzymał się na deskach Theater an der Wien przez 480 wieczorów, ustępując powodzeniem tylko Wesołej wdówce. O wyborze orientalnego tematu zadecydowała popularność egzotycznych powieści Pierre'a Lottiego i wojenne przymierze z Turcją. Bohaterka Kondja Gül, córka Kemala Paszy ma poślubić młodego Ahmeda beja, kocha jednak poetę André Lerry'ego, którego osobiście nie zna, ale który zachwycił ją obroną praw kobiet. Nie wie, że Ahmed bej i André Lerry to jedna i ta sama osoba. W noc poślubną ucieka do Szwajcarii, by odnaleźć Lerry'ego i wyznać mu swoją miłość. Tam dowiaduje się prawdy i składa broń. W Róży Stmabułu Fall po raz pierwszy spróbował swych sił w orientalnym kolorycie dźwiękowym. Oddał go niezwykle trafnie nie rezygnując przy tym z charakterystycznego dla swej twórczości walca.
Powszechny entuzjazm, jaki otoczył Falla po Róży Stambułu przyniósł ten skutek, ze kompozytor zmęczony i przesycony odwrócił się od operetki. Przez następne 4 lata pracował nad operą komiczną Der Goldene Vogel, historią miłosną osnutą na tle karnawału w Monachium. Pragnął wystawić ją w Operze Wiedeńskiej, jej dyrektorzy Franz Schalk i Richard Strauss odmówili mu jednak. Ostatecznie opera została wystawiona 22 maja 1920 roku w Operze Drezdeńskiej z Elisabeth Rethberg i Richardem Tauberem w rolach głównych i po 7 przedstawieniach została zdjęta z afisza.

### Ostatnie utwory
Po niepowodzeniu z operą Fall powrócił do operetki. W 1921 roku napisał muzykę do libretta Rudolfa Schanzera i Ernsta Welischa Słowik hiszpański zawierającego motywy z Carmen i Pajaców ze znakomitą rolą dla Fritzi Massary.
Prawdziwym wydarzeniem stała się premiera kolejnej operetki Falla Madame Pompadour. Libretto znowu napisane przez Schanzera i Welischa przedstawia z jednej strony Paryż z okresu poprzedzającego rewolucję: przesyconą erotyką atmosferę miasta, osoby dyplomatów i dworaków wersalskich, bywalców piwnicznych knajpek, króla Ludwika, pamflecistę Calicota, szpicla Pularda, wesołą Jeanne; z drugiej strony apokaliptyczną wizję Berlina. W muzyce Falla z daleka tylko dobiegały głuche odgłosy wybuchów, poza tym wszystko było wdziękiem, dowcipem i zabawą. Urzekały doskonałe melodie walców i marszów, wyszukane ansamble i finały.
W ostatniej operetce Der süsse Kavalier (1923) została wykorzystana historia o rycerzu d'Eon i sztuka Friedricha Halma Wildfeuer. Do pełnego humoru, inteligentnego libretta Fall raz jeszcze napisał pełną rozmachu i energii, a zarazem subtelną i romantyczną muzykę.
Wiosną 1925 roku kompozytor wyruszył na tournée po Ameryce Południowej, trudy tej podróży doprowadziły do choroby woreczka żółciowego. Rankiem 16 września 1925 zmarł w 52. roku życia.

## Twórczość

### Opery
- Frau Denise (1902)
- Irrlicht (1904)
- Der goldene Vogel (1920)

### Operetki
- Buntownik (Der Rebell, 1905)
- Wesoły chłop (Der fidele Bauer, 1907)
- Księżniczka dolara (Die Dollarpinzessen, 1907)
- Rozwódka (1908)
- Panna z lalką (1910)
- Piękna Rizetta (1910)
- Kochany Augustynek (1912)
- Róża Stambułu (1916)
- Słowik hiszpański (1921)
- Madame Pompadour (1922)
- Der süsse Kavalier (1923)